# Lepturopsis
Lepturopsis is een kevergeslacht uit de familie van de boktorren (Cerambycidae). De wetenschappelijke naam van het geslacht werd voor het eerst geldig gepubliceerd in 1976 door Linsley & Chemsak.

## Soorten
Lepturopsis omvat de volgende soorten:
- Lepturopsis biforis (Newman, 1841)
- Lepturopsis dolorosa (LeConte, 1861)